# 後藤靖子
後藤 靖子 (ごとう やすこ) は、日本の元国土交通官僚。

## 人物
東京大学法学部を卒業後、運輸省入省。いずれも女性初の山形県副知事、地方運輸局長、国土交通政策研究所長などを経て、2014年退官。
2015年からは九州旅客鉄道で、女性初の常勤役員を務めた。

## 略歴
- 1980年 - 運輸省入省
- 1997年 - 九州地方運輸局企画部長
- 1998年 - 運輸政策局観光部企画調査室長
- 2001年 - 海上保安庁国際危機管理官
- 2003年 - 国土交通省総合政策局交通消費者行政課長
- 2004年 - 日本政府観光局ニューヨーク観光宣伝事務所長
- 2005年 - 山形県副知事
- 2008年 - 国土交通省北陸信越運輸局長
- 2010年 - 大臣官房審議官 (海事局担当)
- 2011年 - 鉄道建設・運輸施設整備支援機構理事
- 2013年 - 国土交通政策研究所長
- 2014年 - 九州旅客鉄道顧問
- 2015年 - 同社常務取締役鉄道事業本部副本部長兼旅行事業本部長
- 2017年 - 常務取締役 (財務部担当CFO)
- 2018年 - 取締役監査等委員
- 2019年
  - 3月 - 資生堂社外監査役 [6] (現職)
  - 6月 - デンソー社外監査役 [7] (現職)
- 2023年 - 三井化学社外監査役